# Bernard de Corbehem
Bernard de Corbehem (né le 12 octobre 1774, mort le 17 juillet 1852), volontaire de la Légion de Damas en 1793, débarqué à Quiberon avec la  division de Sombreuil en 1795, rescapé du Massacre de Quiberon, rejoint Cadoudal à Auray, puis traverse à pied 300 lieues en France pour retrouver l'Armée de Condé en 1796 sur les bords du Rhin.

## Le départ de deux jeunes émigrés
Deux frères natifs de Saint-Pol-sur-Ternoise, (ancienne province d'Artois,dans l'actuel département du Pas-de-Calais), Louis et Bernard de Corbehem, âgés respectivement de 18 et 17 ans, quittent leurs parents en grand secret au petit matin, la veille de Noël 1791 et, en passant par Béthune et par Lille, démunis de papiers d'identité, ils échappent aux contrôles des postes d'infanterie française. Ils traversent la frontière pour se rendre à Tournai, en Belgique, dans l'intention de s'enrôler dans l'armée contre-révolutionnaire formée par les princes de Bourbon, le comte de Provence et le comte d'Artois, frères cadets du roi Louis XVI. C'est le début d'une aventure que Bernard de Corbehem va devoir affronter seul, lorsque les circonstances le sépareront de son frère.

## Premières armes à l'Armée des Princes
En arrivant à Tournai, les deux frères ont la surprise de rencontrer une foule hétéroclite de nobles émigrés originaires des Provinces françaises.
Première déception : le comte de Canchy, ancien député de la noblesse d'Artois, chargé d'organiser la Légion de la noblesse de Flandres, en qualité de commissaire de l'Armée des princes, refuse de les incorporer dans cette formation, car ils ne sont pas reconnus pour gentilshommes par les États d'Artois. Mais peu leur importe, ils se portent volontaires au mois de février 1792, pour la nouvelle Compagnie d'infanterie fondée par le marquis de La Rianderie, moins regardant sur le pédigrée des jeunes recrues.
Les volontaires royalistes sont revêtus d'un uniforme flambant neuf et formés en vue des prochaines opérations : Dès juillet 1792, l'armée des princes est divisée en trois unités. La Compagnie des frères de Corbehem est rattachée à la troisième, le corps d'armée du prince de Bourbon, fort de cinq mille hommes, qui opère à l'arrière-garde de l'armée autrichienne des Pays-Bas commandée par Brunswick, lors de l'invasion en Champagne. Après une retraite précipitée, ce corps d'armée est licencié le 27 novembre 1792, deux mois après la victoire française de Valmy du 20 septembre 1792
et sans avoir participé à la Bataille de Jemmapes du 6 novembre 1792.
Au cours de ces opérations, abondantes en marches et contre-marches, plusieurs nuits de suite, Bernard de Corbehem souffre du froid, de la pluie et même de la faim, notamment dans le cantonnement de Marche-en-Famenne. Il sera hospitalisé pendant un mois.
C'est à Stavelot, que l'on annonce aux combattants de l'armée des princes leur licenciement, le 27 novembre 1792. Les soldats, sans ressource, sans abri, sans moyens d'existence, sont au désespoir. Le bruit court que deux frères se sont suicidés en se jetant dans la Meuse.
Pour leur part, les frères de Corbehem vont se regrouper avec quelques camarades pour affronter ensemble leur destin.

## Tournai: la studieuse année 1793
Le groupe de huit combattants licenciés dont les deux frères ont pris la tête bat la campagne et prend de multiples contacts pour se faire embaucher dans une unité d'active. Dans l'espoir de se faire incorporer dans les Gardes wallonnes, ils parviennent aux environs de Maëstricht. Mais Bernard est dans un tel état d'épuisement qu'il est incapable de continuer son chemin : il souffre d'une grave crise de goutte et d'arthrite, compliquée d'une sciatique tenace. Il est obligé de se séparer de ses compagnons d'infortune et de son malheureux frère qui vont leur chemin. Des Hollandais compatissants vont le soigner sur place.
Transporté en charrette jusqu'à Hasselt, en pays liégeois, Bernard de Corbehem échange son uniforme contre une défroque civile pour se soustraire aux républicains qui viennent d'envahir la Belgique. Puis, il emprunte une voiture de roulier qui le transporte jusqu'à Tournai, au début de l'année 1793, au prix de mille souffrances provoquées par les cahots de la route.
Dans son triste état, il est accueilli à Tournai dans un hospice de charité desservi par des dames nobles et par des religieuses, parmi lesquelles une amie de sa famille originaire de Lozinghem. Bravant les contrôles de l'armée républicaine, sa mère traverse la frontière en fraude et se porte à son chevet pendant 24 heures. Elle organise son admission dans le collège de Jésuites de la ville, pour parfaire sa formation interrompue au déclenchement de la Révolution. Pris d'un amer pressentiment, Bernard ne devait jamais revoir cette mère intrépide.
Cette année 1793, si fertile en combats meurtriers, sera donc exclusivement réservée au perfectionnement scolaire de Bernard. Mais, du fond de son collège, le bruit du canon de Valenciennes l'incite à reprendre du service. En compagnie de deux camarades de collège, il part en grand secret, pour s'enrôler un matin d'octobre 1793, dans la Légion de Damas.

## La Légion de Damas
Les trois collégiens de Tournai traversent Valenciennes et Le Quesnoy dont les ruines encore fumantes révèlent l'ampleur des combats. Ils rencontrent aux environs de Liège, en octobre 1793, le comte Étienne de Damas qui les reçoit à bras ouverts et les embauche sans coup férir, comme fantassins, dans la légion qu'il vient de fonder à Maëstricht, à la solde de la Hollande.
La Légion de Damas offre à ses nouvelles recrues un uniforme bleu-ciel que l'on a souvent confondu avec celui des républicains, de couleur bleu-roi. Après une période de formation de deux mois, Bernard de Corbehem participe à tous les combats opposant les armées alliées (Autrichiens, Hollandais, Anglais et Prussiens) aux armées républicaines françaises, et notamment à la Bataille de Fleurus où il découvre avec admiration que les Républicains utilisent pour la première fois des ballons d'observation. Il est aussi engagé avec la légion de Damas dans les combats de Charleroi.
La campagne de 1794 s'annonce favorablement au profit des alliés. La réaction ne se fait pas attendre et, grâce aux généraux Carnot, Pichegru et Jourdan, entre autres, l'Armée du Nord, l'Armée de Sambre-et-Meuse et d'autres formations républicaines vont accomplir des prouesses et refouler leurs adversaires en Belgique et en Hollande. La Légion de Damas subit sévèrement les marches et contre-marches et jusqu'au mois de mai 1795 doit retraiter dans les pires conditions: aux graves pertes enregistrées au combat doivent souvent s'ajouter les exécutions des émigrés faits prisonniers.

## La Division de Sombreuil
Au mois d'avril 1795, la Légion de Damas avait subi de nombreuses pertes: ses effectifs ne comptent plus que 500 hommes. La République des Provinces-Unies n'existe plus. Il est alors décidé de fusionner sous un même commandement les légions anciennement soldées par les Hollandais. Il s'agit des corps de Béon, de Damas, de Périgord, de Rohan et de Salm qui constituent la deuxième Division aux ordres du comte Charles de Sombreuil, aux effectifs d'environ 1 500 hommes. Cette nouvelle Division passe au service et à la solde de l'Angleterre.
Bernard de Corbehem a la surprise d'être passé en revue avec ses nouveaux camarades par le colonel anglais Nesbitt. Ce dernier, accompagné par un ministre du culte luthérien, fait prêter sur l'évangile le serment de ne jamais porter les armes contre l'Angleterre, la Maison d'Orange et celle de Bourbon.
Au début du mois de mai 1795, la Division de Sombreuil est désignée pour venir en renfort des troupes d'exilés royalistes en provenance d'Angleterre, engagés dans un débarquement désastreux en Bretagne. Les combattants sont embarqués sur le transport The Discovery qui descend l'Elbe à destination de Quiberon et vont devoir affronter un destin funeste.

## La Bataille de Quiberon
L'Expédition de Quiberon concoctée par les Anglais et le comte d'Artois devait comporter plusieurs vagues d'assaut composées d'émigrés. La première, partie d'Angleterre sur des bateaux de guerre anglais, transporte environ 3 200 hommes, parmi lesquels de nombreux prisonniers républicains provisoirement retournés. La deuxième vague devait parvenir en renfort depuis la Hollande: Il s'agit de la division de Sombreuil à laquelle appartient Bernard de Corbehem.
La première vague, commandée conjointement par le comte de Puisaye et par le comte d'Hervilly, débarque sur la plage de Carnac le 27 juin 1795, à la joie unanime des Bretons venus les accueillir. Ils sont rejoints par un grand nombre de Chouans venus du Morbihan, qui, conformément à leurs traditions, se débanderont au fur et à mesure des événements.
Mais très rapidement, du fait des dissensions entre les deux chefs royalistes, et devant les erreurs dramatiques de commandement et de stratégie qui en sont résultées, les troupes républicaines du général Hoche dominent la situation, contre toute attente. Le 16 juillet, les émigrés et les Chouans procèdent à une contre-attaque, lors de la Bataille de Plouharnel qui se révélera meurtrière, avant même d'avoir reçu le renfort des troupes de la division de Sombreuil à peine débarquée. Le comte d'Hervilly est blessé à mort et sera remplacé par le comte de Puisaye.
L'erreur principale des royalistes fut de venir s'enfermer dans une souricière: La presqu'île de Quiberon, voisine de Carnac, offre l'illusion de la sécurité, protégée par le Fort de Penthièvre qui barre la route du continent. Le fort devait être investi pratiquement sans combat par les royalistes qui accumulent les erreurs: ils en confient tout simplement la défense aux républicains qu'ils pensent naïvement avoir retournés en leur faisant porter la cocarde blanche ! Ajouté aux ex-prisonniers républicains venus d'Angleterre avec les émigrés, cela donne une idée des risques potentiels de trahison. Effectivement, le fort de Penthièvre est repris par ruse dans la nuit du 20 au 21 juillet, par les troupes de Hoche.
Les royalistes réfugiés dans la presqu'île sont encombrés par plus d'un millier de Chouans et de leurs familles, qui ont fui devant l'invasion des républicains. Un grand nombre d'enfants, de vieillards et de nombreux impedimenta jonchent la surface de Quiberon et rendront difficile le rembarquement des émigrés sur les bateaux anglais. Les soldats de la division de Sombreuil, désignée pour assurer la protection d'arrière-garde des émigrés en cours de rembarquement, sont attaqués par les troupes républicaines, appuyées par l'artillerie du fort de Penthièvre : ils sont massacrés par la mitraille républicaine et battent en retraite dans la presqu'île, en tentant de se rembarquer sur les navires anglais qui se tiennent à proximité de la côte. Menacés par le feu des républicains, les navires s'éloignent définitivement, laissant les royalistes à la merci des attaquants. La Bataille de Quiberon entraine de nombreuses pertes, non seulement chez les émigrés, mais aussi dans les populations bretonnes qui se sont retirées avec les Chouans à l'intérieur de la presqu'île. Le Comte de Sombreuil, qui était venu en renfort le 16 juillet, avait hérité le commandement des débris des troupes royalistes que venait de lui confier le comte de Puisaye, pressé de rembarquer avec les Anglais avant le désastre.
Sombreuil est contraint de capituler le 21 juillet 1795, après avoir obtenu que les vaisseaux anglais cessent de canonner les troupes révolutionnaires, en plein accord avec Hoche. Ce dernier, en échange de ce Cessez-le-feu, promet la vie sauve aux émigrés prisonniers qui n'ont pas eu la possibilité de rembarquer sur les bateaux anglais. Les républicains n'ont pas retenu la promesse du général Hoche qui s'éloigne rapidement des lieux du drame.La victoire des républicains est complète. Ils vont fusiller environ 750 prisonniers. Le comte de Sombreuil, héros de Quiberon, est fusillé à l'âge de 25 ans, le 28 juillet 1795, à Vannes sur le plateau de La Garenne. Il repose dans la chapelle du champ des martyrs à Brech, près d'Auray. Très peu d'émigrés réussirent à éviter l'exécution capitale, tant à Auray qu'à Vannes ou à Quiberon, au milieu des soldats de sa Division qui ont été fusillés par les Républicains en dépit des promesses du général Hoche!
Bernard de Corbehem, après s'être courageusement battu, réussit à échapper au massacre.

## Après la Bataille
La Division de Sombreuil qui a débarqué à Quiberon le 17 juillet 1795, le lendemain de la grave défaite des troupes royalistes de la première vague, a conservé seule l'attitude guerrière et la sévère discipline par lesquelles elle s'est si fort distinguée en Allemagne. Sous le commandement du comte de Sombreuil, les combattants assurent la sécurité des malheureux royalistes battant en retraite, poursuivis en pleine débâcle par des hordes de soldats républicains sortis du Fort de Penthièvre.
Bernard de Corbehem, tiraillant pour tenter d'arrêter l'adversaire, commence à manquer de cartouches et réussit à se protéger derrière un petit mur. Mais, son camarade, moins chanceux, est massacré à coups de baïonnette. Puis, longeant la plage, il parvient au fort Portaligen où se sont retranchés les restes de sa division, soit environ 800 hommes. Mais il est impossible de réembarquer, les bateaux anglais se sont repliés sous la mitraille républicaine. Le comte de Sombreuil, monté sur son cheval, négocie avec le général Hoche, également à cheval, la vie sauve pour ses hommes et, fort de sa parole, proclame la capitulation des troupes placées sous son commandement. À ces mots, Bernard et ses camarades frémissent de colère, mais il faut obéir et déposer les armes. Un certain nombre de royalistes se précipitent dans les flots et se noient.
En longues files, les prisonniers prennent la route d'Auray, surveillés par les soldats de la République. Le plus profond silence règne pendant la marche. La mort semble guider le lugubre cortège. Le hasard veut que le bataillon qui convoie les prisonnier soit précisément celui de la ville d'Arras. Bernard lie conversation avec un sous-officier natif d'Arras et lui révèle ses origines. Les deux "pays" sympathisent et Bernard reçoit un morceau de pain de la part de son gardien. En route, il se rend compte qu'il serait très facile de s'échapper, mais comme le général Hoche a promis la vie sauve aux royalistes, personne ne profite des circonstances. Après avoir passé la nuit, tassés sans vivres ni boisson dans l'église d'Auray, les prisonniers sont dirigés sur Vannes: La trompeuse promesse de leur laisser la vie sauve est soigneusement entretenue par les républicains et maintient la tranquillité dans les rangs. Puis, les rangs sont divisés en deux et celui de Bernard retourne inexplicablement à Auray : La suite révèle que la Providence a présidé à cette séparation, car le régime des prisonniers s'améliore, pendant que se constituent les tribunaux militaires.Pendant 15 jours les exécutions se succèdent sans discontinuer et chacun redoute d'être appelé par les gendarmes de service.
Un groupe de jeunes prisonniers est constitué à partir d'anciens républicains retournés, dans lequel Bernard de Corbehem est placé à sa grande surprise. Ce groupe est dirigé sur Vannes pour passer devant les tribunaux militaires.
Les prisonniers passent devant leurs juges à raison de 30 par jour…Bernard ne les revoit jamais et se demande quel est leur sort. Il prend la précaution de ne jamais révéler ses origines et son volontariat, car il sait que la délation règne dans la prison. Puis, il apprend d'un jeune prisonnier originaire du Pas-de-Calais comment débiter une histoire vraisemblable devant le tribunal militaire: Déclarer, comme ce jeune homme l'a réellement vécu, qu'il a été fait prisonnier par l'armée des émigrés et forcé de servir parmi les étrangers. Sous le régime de la réquisition, il a en effet été incorporé dans le bataillon de Saint-Pol, 3e du Pas-de-Calais… Bernard apprend par cœur les noms des officiers et sous-officiers du 3e bataillon, les lieux de ses déplacements et de ses combats.
En passant devant la commission militaire, Bernard de Corbehem fut assez convaincant pour être libéré et affecté d'office au 42e Régiment d'infanterie républicaine stationné à Vannes. Ce jour-là, 7 de ses camarades devaient être condamnés à mort et exécutés.

## Des Chouans de Cadoudal à l'Armée de Condé
Une dame du Portal organise l'évasion des royalistes incorporés dans l'armée républicaine de Vannes. En compagnie de cinq camarades, Bernard, revêtu d'habits civils, rejoint les Chouans de Georges Cadoudal. Il va rester trois mois au service de cette formation, mais autant il admire le courage des chefs, autant il déplore l'attitude des paysans, « toujours prêts à prendre la fuite comme une volée de perdreaux qu'un chasseur disperse d'un coup de fusil ». Il participe à trois opérations complètement ratées du fait de l'indiscipline des paysans : La dernière se situe du côté du hameau de Mériadec aux environs de Vannes. Aux cris de : « Voilà les bleus », chacun se lève, saute sur son fusil et se sauve à la débandade, laissant Bernard et ses amis sur la place. Il décide de rejoindre à pied son ancien corps de Damas, en Prusse et va traverser la France, non sans avoir cordialement remercié Cadoudal de son accueil.
Bernard de Corbehem va affronter un redoutable périple en parcourant à pied des régions hostiles, sur des centaines de lieues. Il emprunte les petits chemins de Bretagne et de Normandie, à raison de 10 à 12 lieues par jour. Du côté de Falaise, il est pourchassé par des officiers républicains et il réussit à se dissimuler dans les bois après une course salutaire ! Il parvient à déjouer tous les pièges, échappe à tous les contrôles. Il traverse les cours d'eau en barque, pour éviter les ponts surveillés par les républicains, au bon vouloir des riverains rencontrés. Il évite les villes et passe au loin des postes de gendarmerie. La population, qu'il choisit soigneusement de rencontrer et auprès de laquelle il se fait passer pour un réfractaire de la conscription, lui fait bon accueil et lui offre logement et nourriture. Il traverse la Seine aux environs de Rouen et, aboutit à proximité d'Abbeville dans la Somme. À partir de cette région, il rentre enfin à Saint-Pol-sur-Ternoise où il tombe dans les bras de son père qui a été libéré des geôles révolutionnaires d'Arras. Il apprend avec une grande tristesse la mort de sa mère, guillotinée à Arras par Lebon en 1794.
Son absence a duré 4 ans.
Au mois de janvier 1796, Bernard de Corbehem décide de rejoindre le corps des Hussards de la Légion de Damas en Prusse. Son frère ainé, capitaine de la Garde Nationale, lui prête un surtout d'uniforme qui doit lui permettre de parvenir sans encombre à Tournai.En tenue civile, il se dirige ensuite sur Xanten, traverse le Rhin et retrouve son Unité.
Bernard de Corbehem a parcouru plus de trois cents lieues à pied depuis Quiberon : il est le seul survivant de la Division de Sombreuil à rejoindre le corps de Damas. Son cas est exceptionnel et sera longtemps relaté parmi les émigrés.

## Armée de Condé (de 1796 à 1801)
En février 1796, Bernard de Corbehem rejoint les troupes de cavalerie des Hussards de Damas aux environs de Münster. Il est intégré immédiatement dans ce régiment à cheval et s'initie aux rigueurs de l'équitation militaire pendant deux mois dans la Principauté de Waldeck-Pyrmont. Son unité est rattachée à l'Armée de Condé et suivra désormais le sort de cette formation, sous les ordres du Prince de Condé et de son petit-fils, le Duc d'Enghien. Le Corps de Condé sera licencié le 20 février 1801 après avoir participé à la plupart des combats aux ordres de la Russie. Le corps de cavalerie des Hussards de Damas est, au moment du licenciement, aux ordres du duc d'Angoulême. Bernard de Corbehem y est recensé dans le quatrième escadron, 7e compagnie, du Régiment noble à cheval d'Angoulême.
Après avoir traversé de nombreuses contrées en Russie, en Pologne, en Allemagne, en Autriche et jusqu'en Suisse et participé à de multiples combats, Bernard de Corbehem recouvre la liberté. La bataille d'Hohenlinden et la paix de Lunéville du 9 février 1801 ont hâté le dénouement d'une bien longue épopée !

## Le retour au pays natal
Bernard de Corbehem peut enfin retourner dans son pays natal au printemps 1801. Il y retrouve son vieux père, paralysé, et son frère Louis qu'il avait quitté 10 ans auparavant, en pleine débâcle de l'Armée des Bourbon.
Sous le Consulat, le Sénatus-Consulte du 25 avril 1802 accorde l'amnistie générale à l'ensemble des émigrés. Bernard de Corbehem obtient le poste de contrôleur des Contributions de Saint-Pol-sur-Ternoise. Il se marie le 20 janvier 1808 avec Marie Magdeleine Aglaë Mélin d'Occoches (1786-1876) qui lui donne quatre enfants. Il est décoré de l'Ordre du Lys le 27 juin 1814. Il est promu chef de cohorte de la garde nationale le 16 mars 1816. Il reçoit la médaille des chevaliers de Saint-Louis le 25 décembre 1816. Il exerce les fonctions de maire de Saint-Pol-sur-Ternoise de 1821 à 1827. Il meurt le 17 juillet 1852.

## Armoiries et origine de la famille de Corbehem
| Image | Description                                                                                   |
| ----- | --------------------------------------------------------------------------------------------- |
|       | De gueules, aux flammes d'or ordonnées 4, 3, 2 ; au chef du même, chargé d'une aigle de sable |

La famille de Corbehem est originaire des Flandres et de l'Artois. Elle est connue depuis Jean de Corbehem, qui fut médecin de Charles-Quint au temps de la Renaissance. Cette famille, éteinte depuis le XIXe siècle, est à l'origine d'une nombreuse descendance subsistante en ligne féminine.